# Libnotes (Afrolimonia) illiterata
Libnotes (Afrolimonia) illiterata is een tweevleugelige uit de familie steltmuggen (Limoniidae). De soort komt voor in het Afrotropisch gebied.